# Arguin
Arguin (en portugués: Arguim) es una isla de la costa oeste de Mauritania, separada por 12 kilómetros de la bahía de Arguin. Tiene seis kilómetros de largo y dos de ancho y una superficie de 12 km². Actualmente forma parte del parque nacional del Banco de Arguin.

## Historia
Arguin fue codiciada por muchas naciones como una localización estratégica; de hecho la soberanía sobre la isla cambió de manos frecuentemente durante la época colonial. El primer europeo en visitar la isla fue el explorador Nuno Tristão en el año 1443. En 1445, el príncipe Enrique el Navegante estableció un puesto de comercio en la isla para adquirir goma arábiga y esclavos para Portugal. Entre 1448 y 1455, se habían enviado unos 800 esclavos de Arguin a Portugal por año.
Al ser un territorio fácilmente defendible y dotado con un buen puerto, así como contar con la ventaja de su disposición insular que ofrece un frente previsible a las hostilidades de la población autóctona, la isla de Arguin fue elegida para centrar allí el comercio de la costa africana. Debido a la importancia comercial que adquirió el príncipe Enrique, pidió erigir un castillo, el cual fue concluido en el año 1461.
En 1633, durante su guerra contra España (con la que entonces estaba unida Portugal), los Países Bajos tomaron el control de Arguin. Permaneció bajo el dominio neerlandés hasta 1678, con una breve interrupción por el dominio inglés en 1665. Francia se apoderó de la isla en septiembre de 1678, pero luego fue abandonada hasta 1685. La aridez de Arguin y su falta de un buen fondeadero dificultaron el asentamiento europeo a largo plazo.
En 1685, el capitán Reers de la fragata Rother Löwe ocupó el antiguo fuerte portugués en la isla. Concluyó con éxito un tratado con el rey nativo en el que Brandeburgo-Prusia fue aceptado como potencia protectora. El tratado fue ratificado en 1687 y renovado en 1698. Arguin siguió siendo una colonia de Brandeburgo hasta 1721, cuando los franceses asaltaron con éxito el fuerte y luego tomaron el control de la isla. Los neerlandeses tomaron el fuerte y la isla de los franceses al año siguiente para perderlos nuevamente en 1724 frente a los franceses. Este período de dominio francés duró cuatro años; en 1728, volvió al control de los pueblos indígenas. La isla fue incluida en el territorio de la colonia francesa de Mauritania, y permaneció bajo el dominio de Mauritania cuando ese país se independizó en 1960.
En julio de 1816, la fragata francesa Méduse, con destino a Senegal, fue destruida en Arguin y se perdieron 350 vidas.

### Gobernantes insulares coloniales

#### Dominio portugués
1. 1445-¿¿?? : ¿?
2. 1461-¿¿?? : Soeiro Mendes de Évora
3. 1492-1495 : Afonso de Moura
4. 1499-1501 : Fernão Soares
5. 1505-1508 : Gonçalo de Fonseca
6. 1508-1511 : Francisco de Almada
7. 1514-1515 : Pero Vaz de Almeida
8. 1515-¿¿?? : Estêvão da Gama
9. ¿¿??-1518 : ¿?
10. 1518-¿¿?? : António Porto Carreiro
11. ¿¿??-1522 : Gonçalo da Fonseca
12. 1543-¿¿?? : João Gomes
13. ¿¿??-1549 : Gil Sardinha
14. 1549-¿¿?? : Cristóvão de Rosales
15. ¿¿??-1569 : ¿?
16. 1569-¿¿?? : Leonel da Gama

#### Dominio español
Bajo el Consejo de Portugal.
1. 1575-¿¿?? : João Leite Pereira
2. ¿¿?? : Rodrigo Freire
3. 1623 : ¿?
4. 1623-1624 : Amador Lousado
5. 1624-¿¿?? : Francisco Cordovil

#### Dominio holandés
1. 1633-¿¿?? : ¿?
2. ¿¿??-1655 : ¿?
3. 1655 : Ocupación británica.

#### Dominio francés y abandono
1. 1655-1678 : Ocupación francesa hasta el 1º de septiembre de 1678.
2. 1678-1685 : Durante este período la isla no tuvo ocupación europea.

#### Ocupación alemana
1. 1685-¿¿?? : Ocupada por fuerzas de Brandeburgo-Prusia el 5 de octubre de 1685.
2. ¿¿??-1714 : ¿?
3. 1714-¿¿?? : Jan de Both.
4. ¿¿??-1721 : Jan Wynen Bastiaens.

#### Ocupación francesa
1. 1721-1721 : Julien du Bellay Duval.
2. 1721-1722 : ¿?

#### Ocupación holandesa
1. 1722-1724 : Jan Reers.

#### Ocupación francesa y abandono
1. 1724-¿¿?? : M. de Lamotte
2. ¿¿??-1728 : ?
3. 1728 : los europeos abandonaron definitivamente Arguin.